# ボーダフォン・ニュージーランド
ボーダフォン・ニュージーランド（Vodafone New Zealand）は、ニュージーランド最大の携帯電話会社。
- 顧客数：210万人（2006年6月3日）- シェア：55%
- ネットワーク技術: GSM, W-CDMA
- 2006年10月、国内第3位のインターネットサービスプロバイダー ihug を購入